# Danse indonésienne

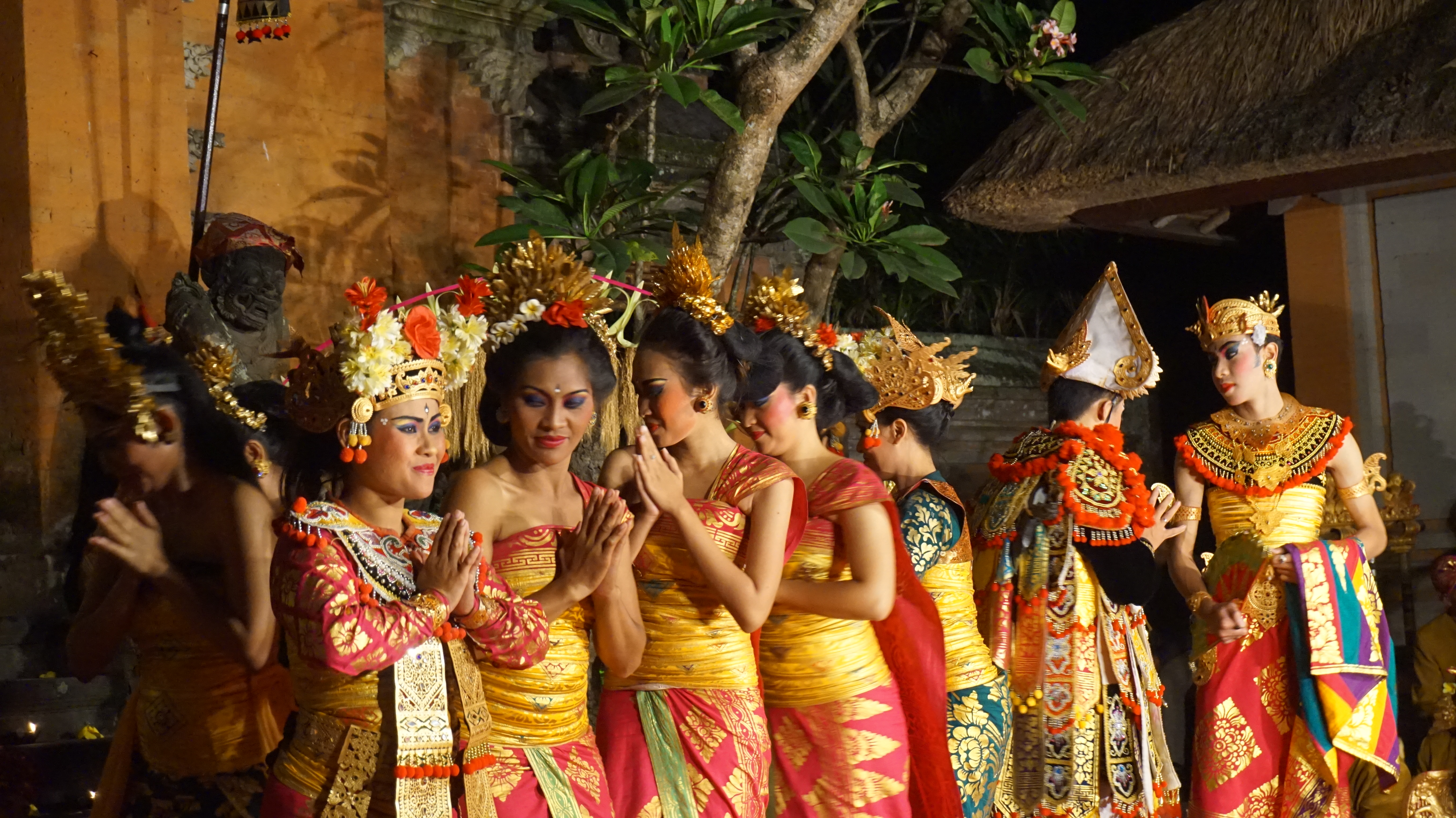
Danseuses indonésiennes

La danse indonésienne recouvre deux réalités : la danse propre à chacun des groupes ethniques peuplant la république d'Indonésie et la danse que les citoyens de ladite république reconnaissent comme appartenant à l'ensemble de la nation, et non à un groupe donné.
Ce clivage ne recoupe pas celui entre tradition et modernité, mais est traversé par ce dernier. En effet, si l'on parle par exemple de danse soundanaise, cette expression recouvre aussi bien les danses traditionnelles, qu'elles soient paysannes ou de cour, que les formes populaires actuelles.
En outre, une forme propre à un groupe peut très bien être adoptée par les autres Indonésiens, auquel cas elle devient nationale.
Les formes traditionnelles sont liées à différentes circonstances :
- Rites liés à la vie de la communauté villageoise dans ses rapports avec le monde alentour, notamment ceux qui touchent à la fertilité du sol, aux moissons, à la protection contre les catastrophes,
- Cérémonies marquant la vie sociale de l'individu ou les liens entre les membres de la communauté, comme le mariage et autres étapes de la vie, ou ceux de la communauté avec le monde extérieur, comme les danses de bienvenue,
- Cérémonies religieuses et rituels de magie,
- Protocole des cours royales et princières d'Indonésie.

Les formes modernes relèvent plutôt du domaine festif et récréatif.
Les distinctions ethniques sont une réalité. La majorité des Indonésiens ont encore une origine « mono-ethnique » : javanaise, batak de Sumatra ou moluquoise. Un Minahasa du nord de Célèbes ne se reconnaîtra pas dans une danse sundanaise de l'ouest de Java.
Pourtant, à l'étranger, les petites communautés indonésiennes qu'on trouve dans différents pays (essentiellement constituées de familles de diplomates, d'étudiants et de conjoints indonésiens de nationaux de ces pays) auront à cœur de s'affirmer comme Indonésiens. Ce souci de se présenter au monde extérieur se manifeste souvent par des spectacles dans lesquels ces communautés présentent des danses de différentes régions d'Indonésie, exécutées par des Indonésiens qui ne sont pas nécessairement originaires de ces régions. La danse vient ici soutenir une idéologie nationale, dans laquelle la danse, qu'elle soit balinaise, minangkabau de Sumatra ou dayak de Kalimantan, est présentée aux « autres » comme « indonésienne ».

## Les danses "nationales"
- Le dangdut
- Le poco-poco

## Bali

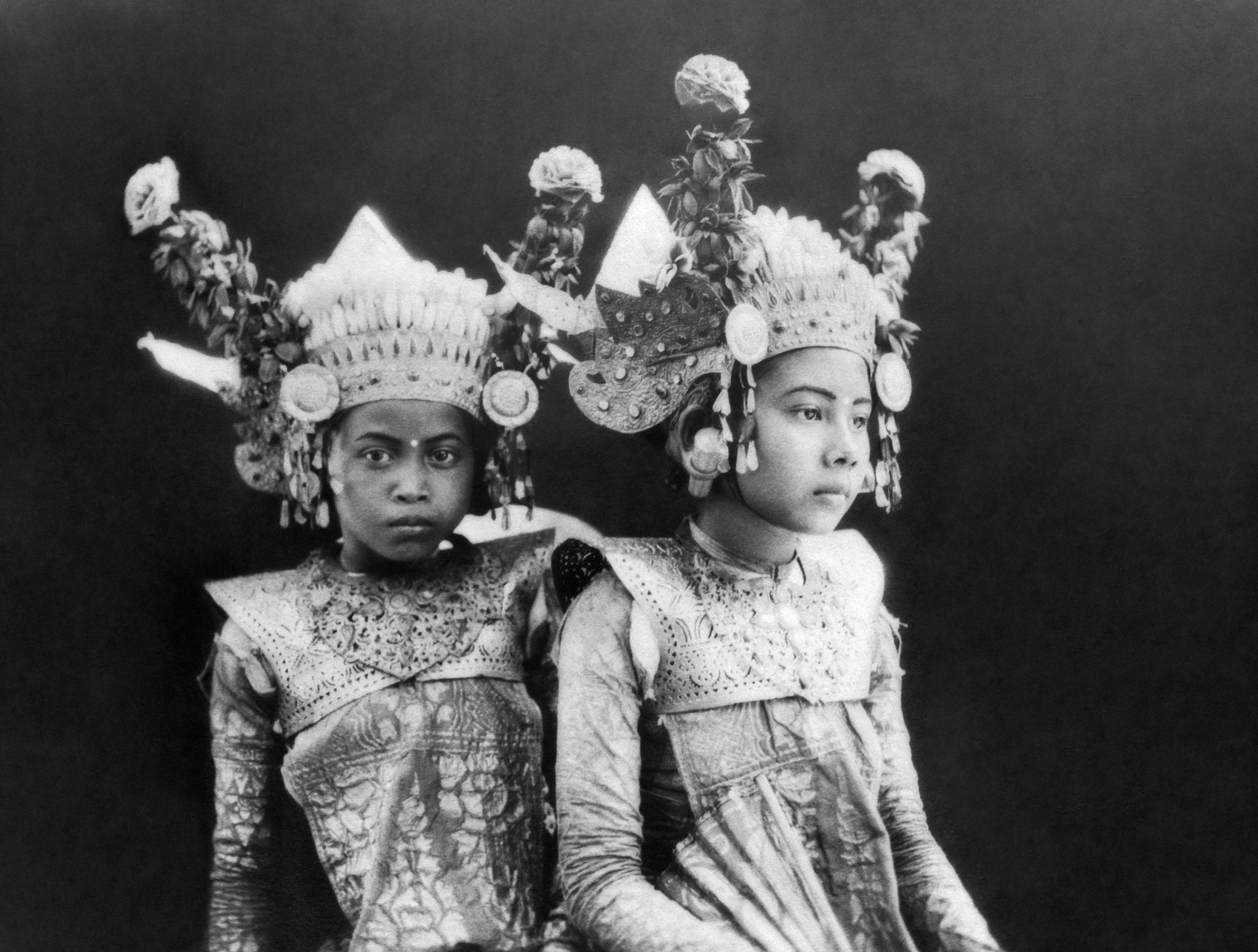
Portrait de deux jeunes danseuses balinaises, 1929. Tropenmuseum.

Il peut paraître arbitraire de séparer Bali de Java. En effet, les deux traditions reposent sur les mêmes éléments, à savoir :
- Le théâtre d'ombres,
- L'orchestre gamelan, même si les Balinais ne lui donnent pas ce nom mais désignent l'ensemble par une de ses parties, le gong,
- Les épopées indiennes du Mahābhārata et du Ramayana, les cycles de récits de l'époque hindou-javanaise, notamment le cycle de Panji.

Depuis au moins le Xe siècle, Bali avait des liens avec le Java oriental. Au début du XVIe siècle, le royaume musulman de Demak soumet l'est de Java, sauf la principauté de Blambangan, restée hindouiste, qui se met sous la protection des rois balinais. En 1770, sous la pression des de la Compagnie néerlandaise des Indes orientales, qui veut soustraire le Java oriental à l'influence balinaise, le prince de Blambangan se convertit à l'islam. Bali se retrouve séparée de Java. Les deux cultures vont désormais évoluer séparément.

### Danses rituelles
- Panyembrama
- Pendet

### Danses de cour
- Baris (en)
- Condong
- Giri Putri
- Legong
- Topeng Tua

### Créations modernes
- Belibis (la danse des canards)
- Kebyar Terompong
- Tambulilingan

## Célèbes

### Bugis et Makassar
Les Bugis et les Makassar habitent la province de Sulawesi du Sud.
- Pakarena (id) : Cette danse de bienvenue était autrefois également destinée à présenter au visiteur la beauté des sarongs de soie des Makassar. Exécutée par des jeunes filles, Pakarena est faite de mouvements lents et gracieux, dans un contraste extraordinaire avec le formidable roulement des tambours qui accompagnent la danse.

### Minahasa
Les Minahasa peuplent la province de Sulawesi du Nord. Dès le XVIIe siècle, ils subissent l'influence européenne, d'abord espagnole et portugaise, puis hollandaise. Une partie de leurs danses reflète cette influence européenne.
- Maengket (id) (et Tari Maengket (id)): Cette danse est exécutée par 10 à 20 couples, menés par une chanteuse et accompagnée d'un ou deux tambours. Elle a un caractère à la fois rituel, propitiatoire et de célébration. Elle comporte 3 mouvements : "Makamberu" pour remercier Dieu d'avoir donné de bonnes récoltes, "Rumambak" pour demander sa bénédiction pour une nouvelle maison, et enfin "Lalayaan", destiné à faire se rencontrer filles et garçons.

- Kabasaran (en) : Le nom signifie "grandeur". Cette danse guerrière est exécutée par des hommes portant des coiffes décorées de plumes d'oiseau, dirigés par un meneur. Aujourd'hui, Kabasaran est donnée comme danse de bienvenue.

- Pisok : Pisok est le nom d'une espèce locale de moineau, considérée comme sacrée par les Minahasa. Cette danse est exécutée par un nombre impair de filles.

- Tumatenden : Cette danse raconte l'histoire de sept (certains disent neuf) pisok qui descendent sur terre pour se baigner dans l'étang d'un paysan. Ils enlèvent leurs atours d'oiseaux et se révèlent être de belles jeunes filles. Le paysan cache les vêtements de la plus jeune et peut ainsi la capturer et l'épouser.

- Lengso : Le lengso est un mouchoir, autrefois utilisé par un garçon pour signifier son amour à une fille. La danse est vraisemblablement dérivée de la partie Lalayaan de la danse Maengket.

- Tempurung : Ce mot signifie "coquille de noix de coco". Cette danse manifeste la satisfaction des paysans après la récolte du copra. Elle est exécutée par des couples.

- Katrili : Son nom vient du français quadrille. Manifestement d'origine européenne, cette danse a été introduite par les Espagnols. Elle est exécutée par des couples. Le meneur commande en espagnol. Les costumes rappellent ceux du flamenco.

- Polineis : Ce nom est une corruption de "polonaise". Cette danse a été introduite par les Hollandais. Très populaire parmi les personnes âgées, elle est souvent exécutée lors de mariages et suivie d'une valse.

## Java

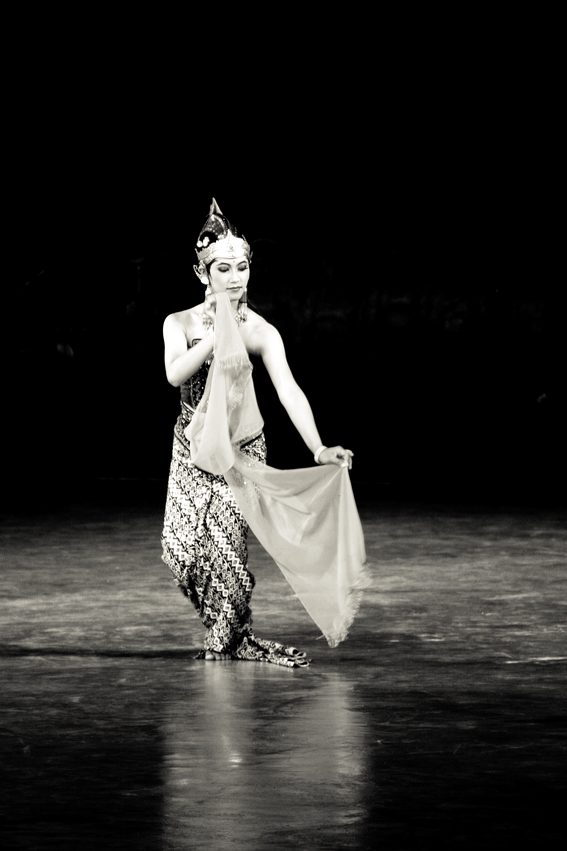
La princesse Sitâ, dans une version dansée javanaise du Ramayana. Elle porte vraisemblablement un jamang.

Java n'est pas ethniquement uniforme. On parle 4 langues sur l'île : outre le javanais proprement dit, parlé dans le centre et l'est, il y a encore le betawi de la région de Jakarta, le soundanais de l'ouest de l'île et le madurais, originaire de l'île voisine de Madura mais également parlé sur la côte nord de Java oriental.
En outre, l'histoire de Java est faite de l'apparition et de la disparition de nombreux royaumes. Certains existent encore à travers les traditions des cours royales et princières de Cirebon, Surakarta et Yogyakarta.
Enfin, les régions de transition d'une aire ethnique à une autre ont produit des cultures intermédiaires, notamment celles de Banyumas, qui marque le passage du pays Sunda à Java central, et de Banyuwangi, influencée par l'île voisine de Bali.

### Banyuwangi

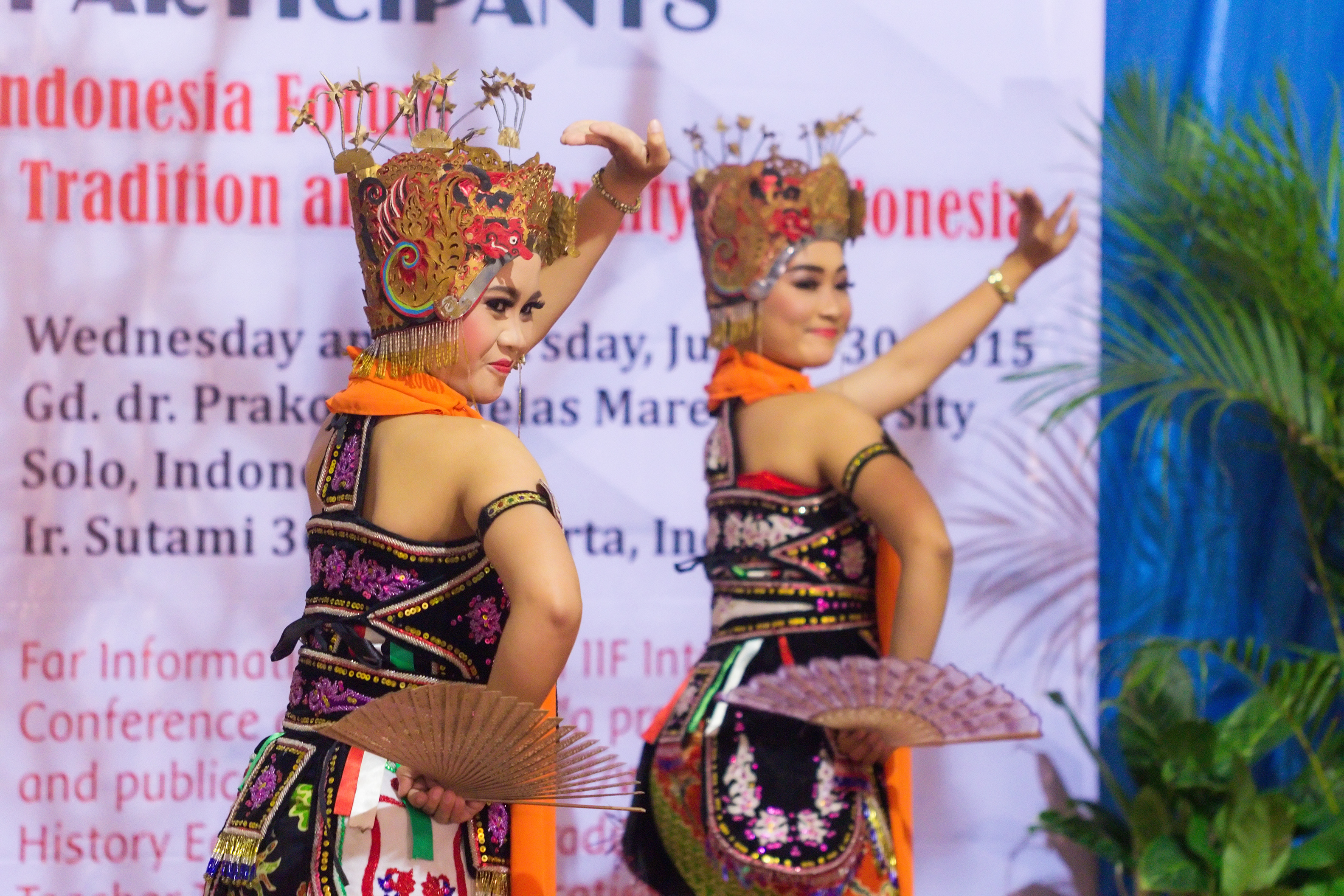
Jejer, une danse de Banyuwangi

Située à l'extrémité orientale de Java, la région de Banyuwangi est notamment le siège de la culture dite Osing. Les Osing, au nombre de 400 000 environ, parlent un dialecte javanais mêlé de balinais. Ils sont majoritairement musulmans, mais certains d'entre eux sont hindouistes. Leurs danses et leur musique sont clairement marquées par les deux influences, de Java oriental et de Bali.
- Gandrung (en) : Cette danse est exécutée par une femme, accompagnée simplement d'un violon, d'une sorte de triangle appelée kluncing, d'un gong et d'un tambour kendang. Le gandrung est notamment dansé lors de fêtes, la nuit jusqu'à l'aube.

- Janger (en) ou Damarwulan : Cette forme théâtrale traditionnelle, différente du janger balinais, s'est développée au XIXe siècle. Elle est une combinaison de traditions balinaise, javanaise et locales. L'influence balinaise notamment se voit dans les costumes, qui rappellent ceux de l'arja (opéra traditionnel)  et les instruments. L'influence javanaise se retrouve dans les lakon (arguments) et la langue.

### Betawi

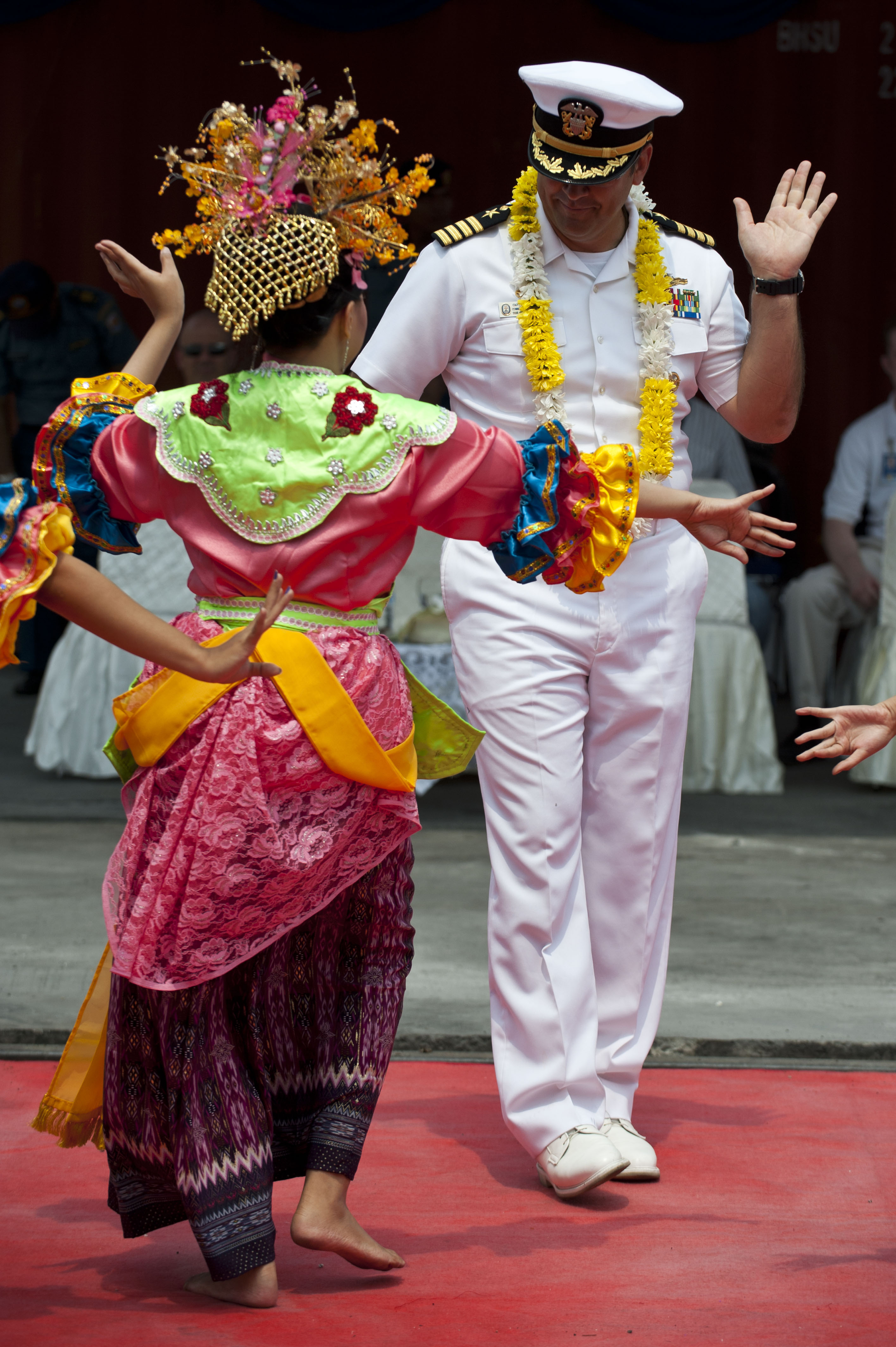
Danse Betawi

Les Betawi sont les habitants « autochtones » de Jakarta. La population betawi s'est constituée au cours de l'histoire de Batavia (dont elle tire son nom), à partir d'habitants du pays Sunda alentour, des populations originaires d'autres régions de l'archipel indonésien, de Chinois et de descendants d'esclaves originaires du Sri Lanka. La culture traditionnelle betawi montre notamment une forte influence chinoise.

### Java central
Dès au moins le VIIIe siècle, les plaines fertiles du centre de Java permettent l'essor d'une agriculture prospère qui permet aux seigneurs de la région de construire de grands monuments religieux. Une culture florissante naît et fleurit dans le centre de Java.
La tradition javanaise dit que la danse est apparue au VIIIe siècle dans le royaume de Mataram dans des rituels et des cérémonies. Elle aurait été inspirée par les mouvements des figurines du théâtre d’ombres wayang kulit, d’où son nom de wayang wong. Plus tard, la danse aurait évolué en spectacle et divertissement.
Le wayang wong aurait ensuite fleuri sous le règne des rois Airlangga de Janggala (règne 1016-1045) et Hayam Wuruk de Majapahit (règne 1350-1389).
Une danse était alors exécutée pour célébrer la remise d’une terre par le roi à un homme d’influence pour le remercier de bons et loyaux services.
Dès cette époque, la danse se serait distinguée en deux types : danses de cour et danses populaires. Il y avait des danseurs professionnels pour le divertissement du petit peuple.
Par ailleurs, la danse a commencé à puiser dans les deux grandes épopées indiennes du Mahabharata et du Ramayana pour tirer ses arguments et ses personnages. Ses épopées ont été traduites en javanais sous Airlangga et ses héritiers les rois de Kediri. L'orchestre gamelan aurait alors commencé à accompagner la danse.

#### Danses de cour
On distingue 4 écoles de danse de cour javanaise :
- Karaton Surakarta (jv) (palais royal)
- Karaton Yogyakarta (palais royal)
- Puro Mangkunagaran (en) (cour « mineure » de Surakarta)
- Puro Pakualaman (id) (cour « mineure » de Yogyakarta).

Il existe de nombreux genres de danse de cour, dont les plus connus sont :
- Le bedoyo : Cette danse sacrée est exécutée par neuf jeunes filles. Autrefois, seules pouvaient la danser des princesses dans un état de pureté physique et mentale. Le bedoyo narre la rencontre de Panembahan Senopati, premier souverain de Mataram, avec Ratu Kidul, la toute-puissante reine des Mers du Sud.
- srimpi : C’est également une danse sacrée, exécutée par quatre jeunes filles. Autrefois, le srimpi était exécuté sous le pendopo (pavillon ouvert) des demeures princières, qui possédait quatre piliers dans sa partie centrale, en plus de ceux de la périphérie. Le nombre quatre évoque également les quatre éléments : l’air, l’eau, le feu et la terre.

#### wayang wong
Le mot wayang désigne à proprement parler le théâtre d'ombres javanais. On pense que ce spectacle était à l'origine un rituel lié au culte des ancêtres. L'étymologie du mot est d'ailleurs la même que celle des mots "ombre" (bayang) et "ancêtre" (moyang).
Wong, en javanais, veut dire "homme, personne". Le wayang wong est le théâtre dansé.
La tradition javanaise fait remonter le wayang au XIe siècle, à l'époque du roi Airlangga, sous le règne duquel (1016-1049) les arts fleurirent. À la mort d'Airlangga, le royaume est partagé entre ses deux fils, donnant les royaumes de Janggala, avec pour roi Lembu Amiluhur, et Kediri ou Daha, avec pour roi Lembu Amerdadu. Toujours selon la tradition, le fils de Lembu Amiluhur, le prince Panji Asmarabangun, aurait créé le wayang wong. Le but de ce nouvel art était de raconter l'histoire du royaume de Janggala. Le wayang wong de Janggala serait devenu l'actuel wayang topeng ou danse masquée (topeng veut dire "masque". Selon la tradition encore, le wayang wong aurait continué de se développer dans le royaume de Majapahit (XIVe – XVe siècle). D'après le poème épique du Nagarakertagama (écrit en 1365), le roi Hayam Wuruk était un danseur.
Ce qui est certain, c'est que le wayang wong s'est développé dans les cours royales (kraton) et princières (pura et dalem) de Surakarta et Yogyakarta. Puis il s'est popularisé hors des cours.
On distingue différents styles dans les mouvements et les costumes du wayang wong. Pour les femmes, le seul style possible est le style alus ou "fin". Pour les hommes, on distingue :
1. Alus gracieux, lent et élégant, exemplifié par le rôle du prince Arjuna du clan Pandawa dans l'épopée du Mahabharata ou Rāma dans celle du Ramayana,
2. Gagah ou "viril", qui se décline à son tour en : 
  1. Kambeng sportif, comme pour le prince Bima, frère aîné d'Arjuna, et son fils Gatotkaca,
  2. Bapang, mêlé de caractère kasar ou "grossier", pour les personnages du clan Korawa (Kaurava),
  3. Kalang kinantang, mélange d'alus et gagah, comme pour le rôle Kresna (Krishna),
3. Kasar pour les géants et les monstres,
4. Gecul pour les clowns (punakawan),
5. Kambeng dengklik pour le singe Hanumān dans le Ramayana,
6. Kalang kinantang dengklik pour les singes Sugriwa et Subali.

Les lakon (récits) du wayang wong sont les mêmes que ceux du wayang kulit.
(Source : Joglo Semar)

### Java oriental
- Singo Ulung

### Sunda

#### Danses modernes

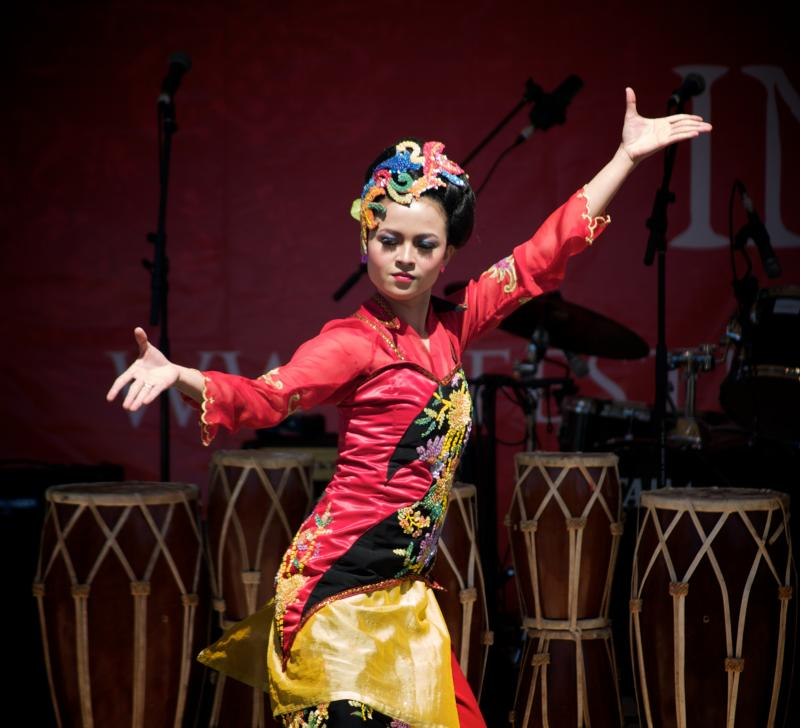
Danseuse de jaipongan

Le jaipongan a été créé dans les années 1970 à partir d'un genre traditionnel, le ketuk tilu.

## Kalimantan
Kalimantan est le nom de la partie indonésienne de l'île de Bornéo. On peut distinguer deux grands groupes dans la population de l'île : celui communément désigné par le terme de Dayak, qui désigne collectivement les différents groupes ethniques de l'intérieur, et les Malais, qui peuplent le littoral.

## Moluques et îles de l'est
- Cakalele

## Sumatra

### Aceh
- Saman
- Seudati

### Aire malaise
On appelle "Malais" (orang Melayu) les populations dont la langue est le malais (bahasa Melayu). Les Malais peuplent la côte orientale de Sumatra, la péninsule Malaise, le sud de la Thaïlande, Singapour et le littoral de l'île de Bornéo.

### Minangkabau
Les Minangkabaus habitent la province indonésienne de Sumatra Ouest. Ils sont connus pour leur société matrilinéaire.
Cette communauté pratique également plusieurs formes de danses traditionnelles et un théâtre dansé appelé randai. Une chorégraphe, Deslenda, crée des œuvres contemporaines s’appuyant en partie sur ces arts traditionnels,.
Les danses minangkabau sont fortement marquées par l'art martial traditionnel, le silat.

### Palembang
Palembang est la capitale de la province de Sumatra du Sud. Sur son emplacement se trouvait, du VIIe au XIIIe siècle, la puissante cité-État de Sriwijaya, qui contrôlait le détroit de Malacca et son trafic maritime.
- Gending Sriwijaya : Le nom de cette danse de bienvenue signifie "mélodie de Sriwijaya". Les danseuses présentent aux visiteurs une boîte contenant quelques feuilles de bétel, un morceau de chaux et une noix d'arec, offrande traditionnelle aux hôtes de passage.